# Đại hội Thể thao Người khuyết tật châu Á 2014
Đại hội Thể thao Người khuyết tật châu Á 2014, còn được gọi là Asian Para Games lần thứ hai, là một sự kiện thể thao song song cho các vận động viên khuyết tật châu Á được tổ chức tại Incheon, Hàn Quốc. Nó sẽ được lễ khai mạc vào ngày 18 tháng 10 năm 2014 và sẽ lễ bế mạc vào ngày 24 tháng 10 năm 2014.

## Thể thao

### Các môn thi đấu
24 môn thể thao trong chương trình:
| - Bắn cung (9) - Điền kinh (166) - Cầu lông (15) - Boccia (7) - Bowling (10) - Xe đạp (21) - Bóng đá năm người (1) - Bóng đá bảy người (1) | - Goalball (2) - Judo (16) - Lawn Bowls (14) - Powerlifting (20) - Rowing (5) - Thuyền buồm (2) - Bắn súng (26) - Bơi lội (205) | - Bowling (14) - Bóng bàn (29) - Bóng chuyền ngồi (2) - Bóng rổ xe lăn (2) - Khiêu vũ thể thao xe lăn (8) - Đấu kiếm xe lăn (18) - Rugby xe lăn (1) - Quần vợt xe lăn (6) |

## Bảng huy chương
*   Chủ nhà (Hàn Quốc) (Cập nhật: 2014-10-24)
| 1         | Trung Quốc (CHN)        | 174 | 95  | 48  | 317  |
| 2         | Hàn Quốc (KOR)          | 72  | 62  | 77  | 211  |
| 3         | Nhật Bản (JPN)          | 38  | 49  | 56  | 143  |
| 4         | Iran (IRI)              | 37  | 52  | 31  | 120  |
| 5         | Uzbekistan (UZB)        | 22  | 5   | 4   | 31   |
| 6         | Thái Lan (THA)          | 21  | 39  | 47  | 107  |
| 7         | Malaysia (MAS)          | 15  | 20  | 27  | 62   |
| 8         | Hồng Kông (HKG)         | 10  | 15  | 19  | 44   |
| 9         | Indonesia (INA)         | 9   | 11  | 18  | 38   |
| 10        | Việt Nam (VIE)          | 9   | 7   | 13  | 29   |
| 11        | Kazakhstan (KAZ)        | 7   | 6   | 11  | 24   |
| 12        | Iraq (IRQ)              | 6   | 6   | 19  | 31   |
| 13        | UAE (UAE)               | 4   | 12  | 9   | 25   |
| 14        | Đài Bắc Trung Hoa (TPE) | 4   | 10  | 24  | 38   |
| 15        | Ấn Độ (IND)             | 3   | 14  | 16  | 33   |
| 16        | Qatar (QAT)             | 3   | 0   | 2   | 5    |
| 17        | Mông Cổ (MGL)           | 2   | 1   | 8   | 11   |
| 18        | Ả Rập Xê Út (KSA)       | 2   | 1   | 1   | 4    |
| 19        | Sri Lanka (SRI)         | 1   | 6   | 7   | 14   |
| 20        | Jordan (JOR)            | 1   | 4   | 4   | 9    |
| 21        | Syria (SYR)             | 1   | 2   | 2   | 5    |
| 22        | Myanmar (MYA)           | 1   | 1   | 5   | 7    |
| 23        | Singapore (SIN)         | 1   | 1   | 4   | 6    |
| 24        | Philippines (PHI)       | 0   | 5   | 5   | 10   |
| 25        | Kuwait (KUW)            | 0   | 4   | 2   | 6    |
| 26        | Turkmenistan (TKM)      | 0   | 2   | 1   | 3    |
| 27        | Liban (LIB)             | 0   | 2   | 0   | 2    |
| 28        | Bahrain (BRN)           | 0   | 1   | 2   | 3    |
| 29        | Brunei (BRU)            | 0   | 0   | 2   | 2    |
| 29        | Ma Cao (MAC)            | 0   | 0   | 2   | 2    |
| 29        | CHDCND Triều Tiên (PRK) | 0   | 0   | 2   | 2    |
| 32        | Pakistan (PAK)          | 0   | 0   | 1   | 1    |
| Tổng cộng | Tổng cộng               | 443 | 433 | 469 | 1345 |

## Địa điểm
- Sân vận động Munhak
- Sân vận động chính Asiad Incheon
- Munhak Park Tae-hwan Aquatics Center
- Seonhak Hockey Stadium
- Songlim Gymnasium
- Seonhak International Ice Rink
- Yeorumul Tennis Courts
- Gyeyang Asiad Archery Field
- Gyeyang Gymnasium
- Namdong Gymnasium
- Ganghwa Dolmens Gymnasium
- Seonhak Gymnasium
- Ongnyeon International Shooting Range
- Namdong Asiad Rugby Field
- Samsan World Gymnasium
- Incheon Grand Park Lawnbowl Venue
- Incheon International Velodrome
- Dowon Gymnasium
- Songdo Global University Gymnasium
- Wangsan Sailing Marina
- Anyang Hogye Gymnasium
- Hanam Misari Rowing Center
- Songdo Global University Concert Hall
- Moonlight Festival Garden Powerlifting Venue
- Làng vận động viên

## Quốc gia tham dự
Dưới đây là một danh sách của tất cả các NPC tham gia:
- Afghanistan (11)
- Bahrain (1)
- Bangladesh
- Bhutan
- Brunei (4)
- Campuchia
- Trung Quốc (167)
- Hồng Kông (112)
- Ấn Độ (48)
- Indonesia (53)
- Iran (137)
- Iraq (55)
- Nhật Bản (246)
- Jordan (18)
- Kazakhstan (66)
- CHDCND Triều Tiên (8)
- Hàn Quốc (292)
- Kuwait (15)
- Kyrgyzstan (4)
- Lào (3)
- Liban (4)
- Ma Cao (20)
- Malaysia (92)
- Maldives
- Mông Cổ (53)
- Myanmar (22)
- Nepal (11)
- Oman (3)
- Pakistan (5)
- Palestine
- Philippines (26)
- Qatar (5)
- Ả Rập Xê Út (2)
- Singapore (47)
- Sri Lanka (27)
- Syria (5)
- Đài Bắc Trung Hoa (66)
- Tajikistan (7)
- Thái Lan (170)
- Đông Timor (5)
- Turkmenistan (6)
- UAE (33)
- Uzbekistan (14)
- Việt Nam (31)
- Yemen